# Corentino de Quimper
Corentino de Quimper (em latim: Corentinus, em bretão:  Kaourintin; c. 375, Cornouaille - 453 (c. 460), Quimper) é um santo bretão. Ele foi o primeiro bispo de Quimper. Corentino era um eremita em Plomodiern e era considerado um dos sete santos fundadores da Bretanha. Ele é o santo padroeiro de Cornouaille, Bretanha, e também é o santo padroeiro dos frutos do mar. Seu dia de festa é 12 de dezembro.[carece de fontes?]